# Hyaenodon
Hyaenodon ("linh cẩu - răng") là loại chi Hyaenodontidae, một nhóm các động vật có vú đã tuyệt chủng hóa thạch động vật ăn thịt từ Âu-Á, Bắc Mỹ và châu Phi, với các loài đang tồn tại tạm thời từ Eocen cho đến giữa Miocen, hiện có khoảng 26,1 triệu năm.